# レンズフード

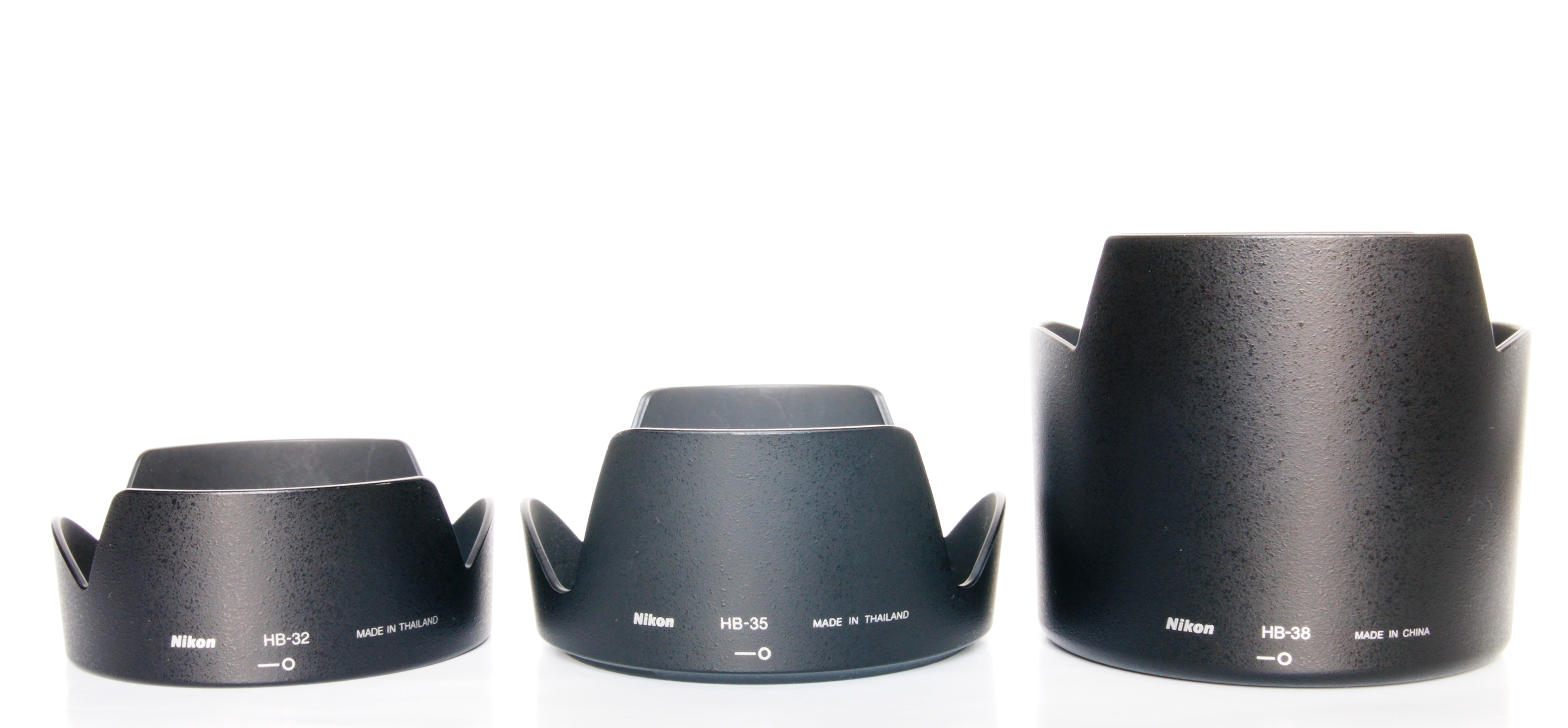
花形レンズフード

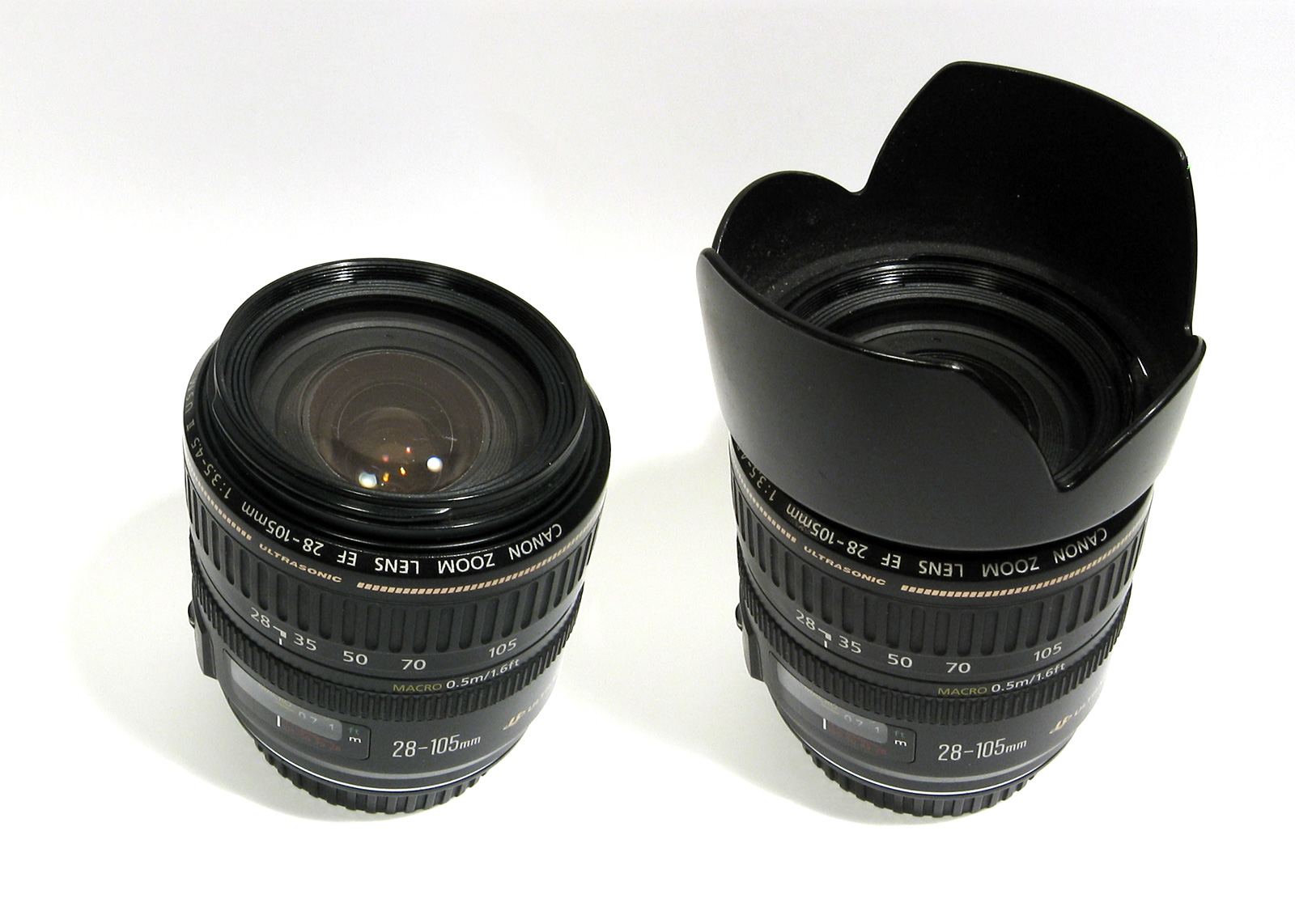
キヤノン EF 28-105mm 3.5/4.5 USM IIレンズのフードありとなしの状態

レンズフード（ 英語: lens hood（レンズフッド））は、写真撮影においてレンズの前端につけて使われるアクセサリーである。レンズフレアを防ぐため、撮影画面外からの強い光線を遮断するのが本来の目的であるが、他にレンズを衝撃や汚れから保護する目的でも使用される。

## 形状
レンズフードの形状は単純な筒状、円錐状（ランプシェード形）から四角形、花型までさまざまである。フードの内側は内面反射防止のため植毛加工、溝付加工、艶消し黒塗り塗装などが施されていることが多い。
画角の小さい望遠レンズよりも広い角度からの光を受ける広角レンズでより有効であるが、その広い画角を遮らないために広角レンズ用フードは望遠レンズ用フードのような長さにすることはできない。これを克服するため、近年の広角レンズでは花型フードを用いることが多くなっており、特に広角ズームレンズでは広角側でのケラレ防止と望遠側での効果を両立させるため有効である(ただし花型フードの着用は、レンズがピント調節の際に前玉部が回転しない「インナーフォーカス」型である事が前提となる)。
レンズフードは、レンズごとに専用のものと、口径・画角が概ね一致するレンズであればどれでも使用できる汎用品がある。汎用品の場合は、メーカーの違いを吸収するためにねじ込み式・かぶせ式のゴム製のものが多い。

## 取り付け方式
レンズフードの取り付け方にはレンズ前端内側のフィルターねじにねじ込むねじ込み式、外側にかぶせてねじ等で止めるかぶせ式、バヨネットによって固定するバヨネット式、レンズ本体に組込まれた内蔵式等がある。バヨネット式はレンズの円周方向に対するフードの位置が決定できるので、回転すると意味のない近年の花形レンズフードに多く見られる。